# PITX1
El homeodominio 1 pareado a pares es una proteína que en humanos está codificada por el gen PITX1.

## Función
Este gen codifica un miembro de la familia de homeobox RIEG/PITX, que pertenece a la clase bicoide de proteínas homeodominio. Los miembros de esta familia están involucrados en el desarrollo de órganos y la asimetría de izquierda a derecha. Esta proteína actúa como un regulador transcripcional involucrado en la actividad basal y regulada por hormonas de la prolactina.

## Relevancia clínica
Las mutaciones en este gen se han asociado con autismo, pie zambo y polidactilia en humanos.

## Base genética de patologías
Los reordenamientos genómicos en el locus PITX1 están asociados con el síndrome de Liebenberg. En PITX1, Liebenberg está asociado con una translocación o deleciones, que provocan insertos de grupos promotores en el locus PITX1.  Una mutación sin sentido dentro del locus PITX1 se asocia con el desarrollo de pie zambo autosómico dominante.

## Interacciones
Se ha demostrado que PITX1 interactúa con el factor de transcripción positivo 1 específico de la hipófisis.